# Blauer Wandstein 16

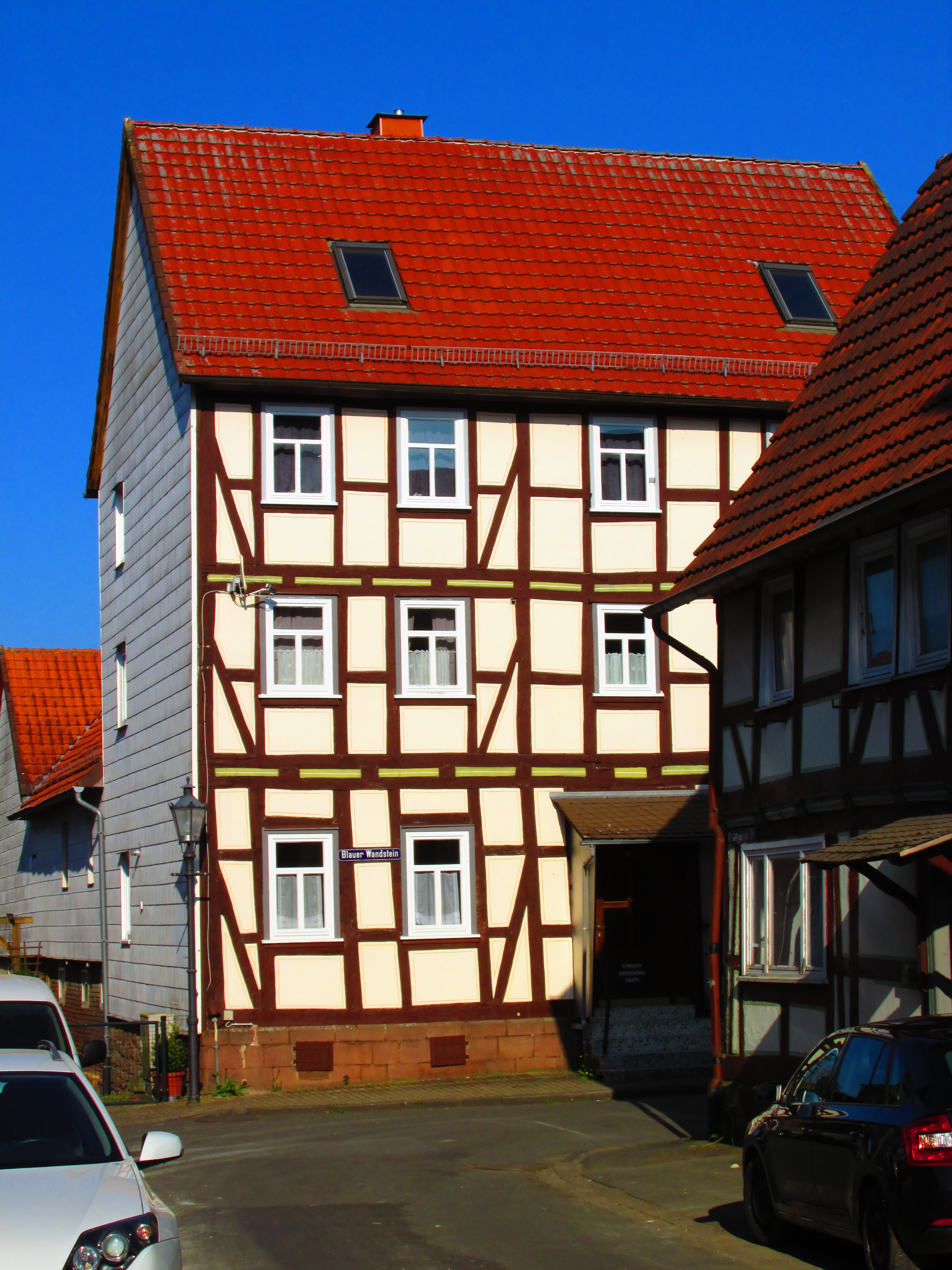
Fachwerkhaus Blauer Wandstein 16 in Grebenstein

Das Gebäude Blauer Wandstein 16 in Grebenstein, einer Stadt im Landkreis Kassel in Nordhessen, wurde in der zweiten Hälfte des 19. Jahrhunderts errichtet. Das Fachwerkhaus an der Ecke zur Unteren Strohstraße ist ein geschütztes Kulturdenkmal.
Der dreigeschossige Rähmbau entspricht dem Typ eines Flurdielenhauses. Es verfügt über ein regelmäßiges Fachwerkgefüge mit Streben an Bund- und Eckpfosten. Der Hauseingang liegt in der Mitte an der Traufseite und das Dielentor rechts daneben. 
Der rückwärtig angebaute eingeschossige Wirtschaftsbau hat ein Drempelgeschoss und ein Pultdach.